# Constitución (Chili)
Constitución is een gemeente in de Chileense provincie Talca in de regio Maule. Constitución telde 46.068 inwoners in 2017 en heeft een oppervlakte van 1344 km².
- Library of Congress Control Number: n82268030
- Nationale Bibliotheek van Israël: 987007562132605171
- Virtual International Authority File: 158308433
- WorldCat: E39PBJxxfFg4DhQQyDc4xtGJXd